# Час літніх відпусток
Час літніх відпусток (рос. Время летних отпусков) — радянський художній фільм 1960 року, знятий на кіностудії «Мосфільм».

## Сюжет
Як тільки в північні краї прийшло літо, інженер-геолог Світлана Панишко (Раїса Куркіна), яка всю зиму мріяла про південне небо і тепле море, зібралася у відпустку. Але в день від'їзду на Світлану звалилося несподіване завдання — тимчасово керувати промислом. Нафтовий пласт на Унь-Язі давно вичерпався і промисел регулярно не виконував план. Але її друг — механік Гліб Горєлов (Валентин Зубков) — запропонував свій спосіб нафтовидобутку за допомогою водяного тиску. Світлана відмовилася від поїздки і взяла мале господарство в свої руки…

## У ролях
- Раїса Куркіна — Світлана Іванівна Панишко, старший геолог, в. о. завідувача промислу
- Валентин Зубков — Гліб Горєлов, старший механік, коханий Світлани Панишко, інженер
- Тетяна Конюхова — Анна Іллівна Горєлова, оператор свердловини, колишня дружина Гліба Горєлова
- Іван Кузнецов — Роман Григорович Антонюк, парторг нафтопромислу
- Іван Жеваго — Микола Фіпповіч Бризгалов, колишній начальник Унь-Ягінського нафтопромислу тресту «Печорнафта»
- Павло Павленко — Юрій Михайлович Бородай, головний бухгалтер
- Павло Тарасов  — Геннадій Геннадійович Ініхов, інженер-економіст на промислі
- Віктор Хохряков — Іван Євдокимович Таран, заст. начальника тресту «Печорнафта»
- Лев Борисов — Артур Габбідулін
- Олег Туманов — Степан Ілліч Уляшев, начальник Джигорсткого розвідрайону
- Володимир Етуш — Самед Ібрагімович Мамедов, новий завідувач нафтопромислу
- Кларіна Фролова-Воронцова — Анісья Данилівна, тітка Ніся, прибиральниця
- Ніна Агапова — Шурочка, дружина головного бухгалтера
- Альвіан Фомін — Федя-шофер
- Олександр Ільїн — Генка
- Сергій Борисов — епізод
- Віктор Глущенко — нафтовик
- Петро Кононихін — Петро
- Анатолій Нікітін — Нафтовик
- Валентин Пєчніков — робітник-геолог

## Знімальна група
- Режисер — Костянтин Воїнов
- Сценарист — Олександр Рекемчук
- Оператор — Федір Добронравов
- Композитор — Андрій Ешпай
- Художник — Євген Серганов